# Paratinga
Paratinga este un oraș în statul Bahia (BA) din Brazilia.